# Glänzende Venusmuschel
Die Glänzende Venusmuschel oder Braune Venusmuschel (Callista chione), gelegentlich auch als  Palourde oder Clam bezeichnet, ist eine Muschelart aus der Ordnung der Venerida.

## Merkmale
Das gleichklappige Gehäuse ist im Umriss etwas verlängert und erreicht einen Durchmesser von bis zu 9 Zentimetern. Die Schale ist sehr fein konzentrisch gestreift und daher fast glatt. Die Farbe ist schmutziggrau mit braunen, konzentrisches Bändern, die oft durch Flecken verbunden sind. Das Schloss ist stark und breit, die rechte Klappe hat zwei Gruben-begrenzende Seitenzähne und drei längliche Hauptzähne. Laichzeit ist April.
Rechte und linke Klappe des gleichen Tieres:

Rechte Klappe
Linke Klappe

## Verbreitung und Lebensraum
Das Verbreitungsgebiet umfasst den östlichen Atlantik und das Mittelmeer. Die Art kommt regelmäßig und sehr häufig auf allen Sedimentböden vor.

## Belege